# Plouër-sur-Rance
Plouër-sur-Rance (tiếng Breton: Plouhern) là một xã của tỉnh Côtes-d’Armor, thuộc vùng Bretagne, tây bắc Pháp.

## Dân số
Người dân ở Plouër-sur-Rance được gọi là Plouërais.